# Divette (Ärmelkanal)
Die Divette ist ein Küstenfluss in Frankreich, der im Département Manche in der Region Normandie verläuft. Sie entspringt im Gemeindegebiet von Bricquebosq, entwässert zunächst in nordwestlicher Richtung, dreht dann auf Nordost und mündet nach rund 28 Kilometern im Hafenbecken von Cherbourg-Octeville in den Ärmelkanal.

## Orte am Fluss
(Reihenfolge in Fließrichtung)
- Bricquebosq
- Sotteville
- Saint-Christophe-du-Foc
- Teurthéville-Hague
- Sideville
- Martinvast
- Cherbourg-Octeville